# Mutsuzawa, Chiba
Mutsuzawa (睦沢町 Mutsuzawa-machi) là thị trấn thuộc huyện Chōsei, tỉnh Chiba, Nhật Bản. Tính đến ngày 1 tháng 10 năm 2020, dân số ước tính thị trấn là 6.760 người và mật độ dân số là 190 người/km2. Tổng diện tích thị trấn là 35,59 km2.